# Tillandsia 'Southern Cross'
Tillandsia 'Southern Cross' es un  cultivar híbrido del género Tillandsia perteneciente a la familia  Bromeliaceae.
Es un híbrido creado en el año 1981 con las especies Tillandsia stricta × Tillandsia recurvifolia.